# Lecane unguitata
Lecane unguitata är en hjuldjursart som först beskrevs av Fadeev 1925.  Lecane unguitata ingår i släktet Lecane och familjen Lecanidae. Arten är reproducerande i Sverige. Inga underarter finns listade i Catalogue of Life.